# Самсоны (Кировская область)
Самсоны — деревня в Тужинском районе Кировской области. Входит в состав Тужинского городского поселения. 

## География
Находится на расстоянии примерно 8 километров по прямой на юго-восток от районного центра поселка Тужа.

## История
Известна с 1873 года, когда здесь (починок Трусов) было учтено дворов 8 и жителей 85, в 1905 24 и 343, в 1926 (уже деревня Самсоновы) 28 и 184, в 1950 25 и 97. В 1989 году проживало 4 человека .

## Население
Постоянное население составляло 1 человек (русские 100%) в 2002 году, 1 в 2010.